# Lesiak Ostródzki
Lesiak Ostródzki (deutsch Leschaken, 1938 bis 1945 Preußenwall) ist ein Ort in der polnischen Woiwodschaft Ermland-Masuren. Er gehört zur Gmina Ostróda (Landgemeinde Osterode in Ostpreußen) im Powiat Ostródzki (Kreis Osterode in Ostpreußen).

## Geographische Lage
Lesiak Ostródzki liegt südwestlich des Mörlen-Sees (polnisch Jezioro Morliony) im Westen der Woiwodschaft Ermland-Masuren, vier Kilometer südlich der Kreisstadt Ostróda (deutsch Osterode in Ostpreußen).

## Geschichte
Der lediglich aus ein paar kleinen Gehöften bestehende Ort Leschaken gehörte bis 1945 zur Gemeinde Arnau (polnisch Ornowo) im Kreis Osterode in Ostpreußen. Am 3. Juni – offiziell bestätigt am 16. Juli – 1938 wurde Leschaken aus politisch-ideologischen Gründen der Abwehr fremdländisch klingender Ortsnamen in „Preußenwall“ umbenannt.
Mit dem gesamten südlichen Ostpreußen kam der kleine Ort 1945 in Kriegsfolge zu Polen und erhielt die polnische Namensform „Lesiak Ostródzki“. Er ist heute in die Landgemeinde Ostróda (Osterode i. Ostpr.) im Powiat Ostródzki (Kreis Osterode in Ostpreußen) eingegliedert, bis 1998 der Woiwodschaft Olsztyn, seither der Woiwodschaft Ermland-Masuren zugehörig.

## Kirche
Leschaken resp. Preußenwall war bis 1945 in die evangelische Landkirche Osterode mit der Filialkirche in Arnau (polnisch Ornowo) in der Kirchenprovinz Ostpreußen der Kirche der Altpreußischen Union, außerdem in die römisch-katholische Kirche Osterode eingepfarrt.
Heute gehört Lesiak Ostródzki evangelischerseits wieder zur Stadt Ostróda, die nun aber der Diözese Masuren der Evangelisch-Augsburgischen Kirche in Polen zugeordnet ist. Katholischerseits liegt der Ort in der Pfarrei Brzydowo (Seubersdorf) mit der Filialkirche Ornowo, zugehörig zum Erzbistum Ermland.

## Verkehr
Lesiak Ostródzki liegt an einer Nebenstraße, die von Kajkowo (Buchwald) nach Brzydowo (Seubersdorf) führt und die beiden Kreisstraßen (polnisch Droga powiatowa (DP)) 1234N und 1232N miteinander verbindet. Der Ort wird von der neu erbauten Schnellstraße 5 überquert.
Eine Bahnanbindung besteht nicht.